# Idioma deg xinag
El idioma deg xinag es una lengua atabascana septentrional que es hablada por los pueblos deg hit'an asentados en Shageluk, Anvik y Holy Cross, ubicadas en el curso bajo del río Yukón, en Alaska. Se conoció con el nombre de ingalik, empleado por Osgood (1936). Aunque todavía se emplea ocasionalmente este término de origen yupik, se considera peyorativo y se recomienda usar el autoglotónimo deg xinag. 
El idioma deg xinag también se conoce como degxit'an', ingalik o ingalit.

## Documentación
En 1987 el Centro de Lenguas Nativas de Alaska publicó una colección de narraciones tradicionales en deg xinag, una obra de Belle Deacon. Un manual de alfabetización acompañado por audiocintas se publicó en 1993.